# Betaniaförsamlingen i Sibbo

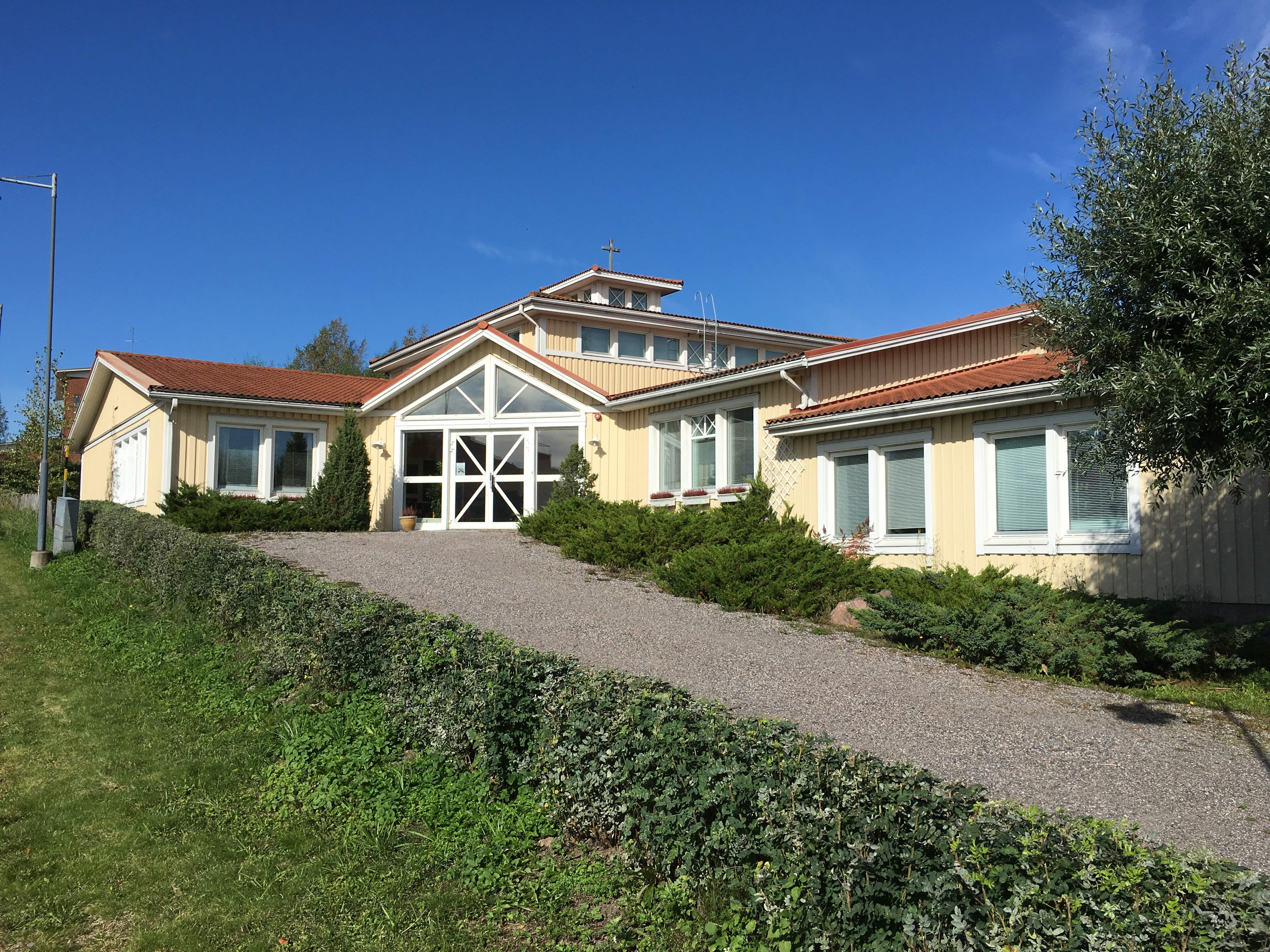
Betaniakyrkan i Nickby (Sibbo, Finland)

Betaniaförsamlingen i Sibbo (Sibbo Betania) är en pingstförsamling i Sibbo i Nyland i Finland. Församlingen grundades 1921 och fick namnet Betania. Församlingens historia började i baptistförsamlingen i Nickby som verkade mellan 1887 och 1920. Josef Alarik Lindqvist anställdes i baptistförsamlingen som pastor år 1906 och blev sedan den första föreståndaren i Betaniaförsamlingen år 1921. Majoriteten av baptistförsamlingens medlemmar övergick till Betania.
År 1933 höll de nyländska pingstförsamlingarna sommarkonferens i Nickby. Dessa samlingar fortsatte under många år under olika namn – Nickbykonferensen, Nylandskonferensen och Den kristna sommarfesten.
Betania är en ursprungligen svenskspråkig församling som nu även har en växande verksamhet på finska. Församlingen invigde år 1997 den nuvarande kyrkobyggnaden (Betaniakyrkan) i kommunens centrum, Nickby. Betaniaförsamlingen som samlas i Betaniakyrkan i Nickby är en del av nätverket Finlandssvenska Pingst (FSP) och identifierar sig som en del av den pentekostala/karismatiska kyrkofamiljen. 
Den 12 september 2021 omorganiserades församlingen till en samfundsförsamling som sedan ansökte om medlemskap i trossamfundet Suomen Helluntaikirkko – Pingstkyrkan i Finland. Medlemskapet i Pingstkyrkan i Finland bekräftades av Patent- och registerstyrelsen 19.4 2022.

## Föreståndare
- Josef Alarik (J.A.) Lindqvist  (1906) 1921-1927
- Viktor Svarvar   1927-1930
- Ernst Lernberg   1930-1931
- Hilding Söderholm   1932-1937
- Gustav Söderberg   1937-1940
- Edvin Nyqvist (t.f.)   1940-1944
- Birger Bäck   1944-1947
- Andreas Ericsson (t.f.)   1947-1950
- Gerhard Gustafsson   1950-1953
- Paul Eric Taubert   1954-1956
- Gerhard Gustafsson (t.f.)   1958-1958
- Rafael Hjort   1958-1963
- Rainer Lindh (t.f.)  1963-1964
- Kurt Allén  1964-1991
- Helge Holmberg (t.f.)  1991-1993
- Kenneth Grönroos    1993-2004
- Edward Holmberg    2004-2012
- Gabriel Grönroos    2013-2025
- Maria Röyks    2025-